# Beyoncé Bowl 2024
O NFL 2024 Show de Intervalo no Natal, popularmente chamado de Beyoncé Bowl, foi a apresentação de intervalo do jogo Baltimore Ravens vs. Houston Texans, realizado em 25 de dezembro de 2024, no NRG Stadium em Houston, Texas. O espetáculo foi protagonizado pela cantora e compositora Beyoncé e marcou o primeiro show do intervalo de um jogo da NFL no dia de Natal.
Produzido pela produtora de Beyoncé, Parkwood Entertainment, em colaboração com a Jesse Collins Entertainment, o show apresentou pela primeira vez músicas do Cowboy Carter (2024), com participações especiais dos colaboradores Tanner Adell, Brittney Spencer, Tiera Kennedy, Reyna Roberts, Shaboozey e Post Malone. O show foi concebido como um tributo à cultura dos rodeios texanos e à história negra sulista americana, e contou com mais de 500 artistas, incluindo figuras da cultura ocidental americana, como Melanie Rivera, Myrtis Dightman, Nikki Woodward, Ja'Dayia Kursh e a Ocean Soul – Banda de Marcha da Texas Southern University.
O show foi amplamente aclamado pela crítica e quebrou vários recordes de audiência. As publicações elogiaram a apresentação como um sucesso para a Netflix e para a NFL, transformando o Christmas Gameday em um novo evento anual, no mesmo nível do Super Bowl. A apresentação foi lançada como um especial independente na Netflix com o título Beyoncé Bowl. Em 2 de fevereiro de 2025, ela foi atualizada com um rápido teaser anunciando a Cowboy Carter Tour.

## Antecedentes

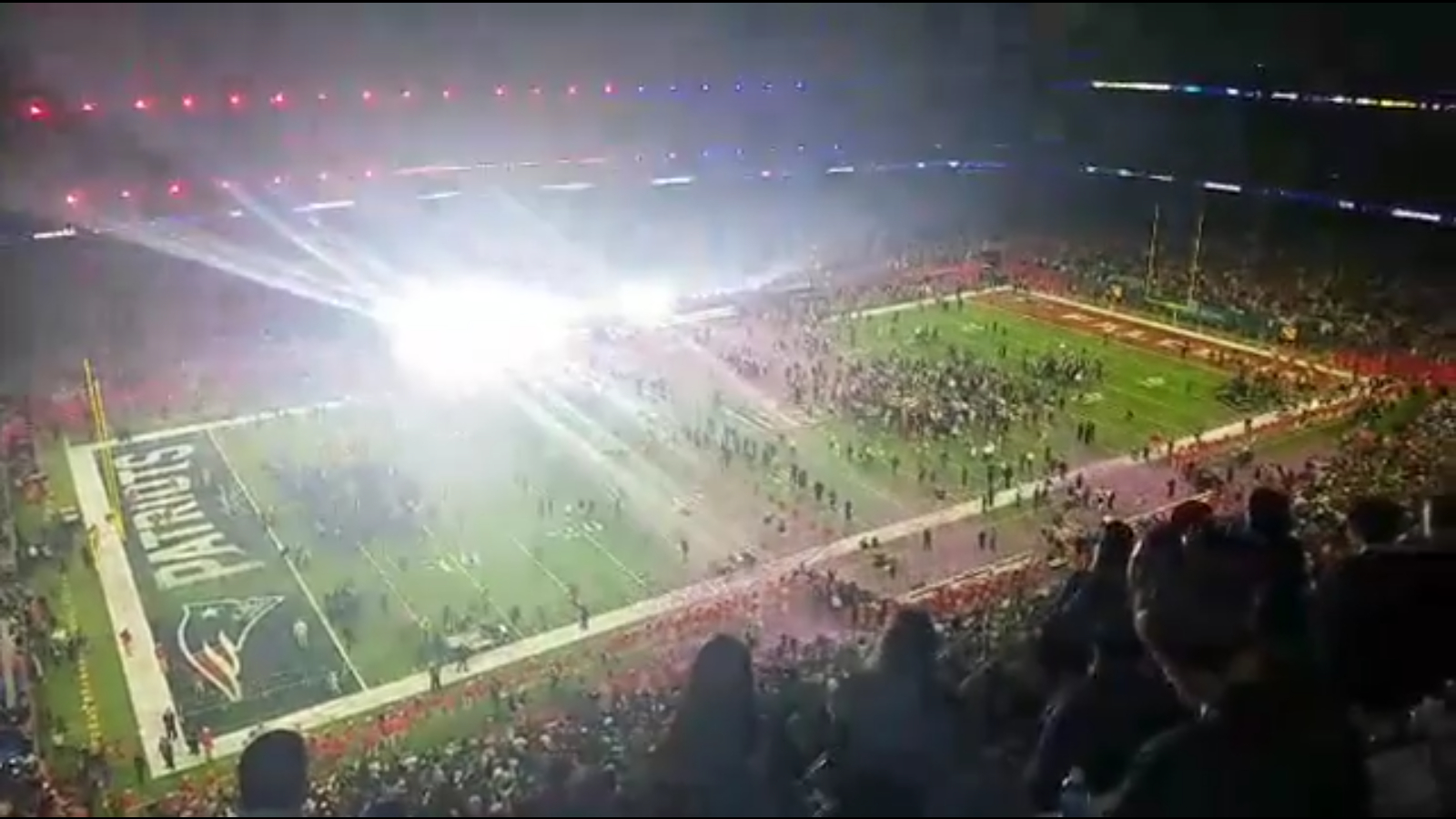
A apresentação foi realizada no NRG Stadium, em Houston, Estados Unidos, cidade natal de Beyoncé

Em 18 de novembro de 2024, foi anunciado que a cantora e compositora americana Beyoncé seria a atração principal do primeiro show do intervalo do Christmas Gameday no jogo do dia de Natal de 2024 entre o Baltimore Ravens e o Houston Texans, apresentando músicas de seu álbum mais recente, Cowboy Carter (2024). O Christmas Gameday foi o primeiro jogo da National Football League a ser transmitido pela Netflix, com relatos de que a Netflix contratou Beyoncé para criar um evento cultural e aumentar os índices de audiência à medida que expande seu negócio de publicidade.
Alguns fãs levantaram preocupações sobre a possibilidade de problemas de buffering durante o show do intervalo, devido a problemas semelhantes durante a transmissão da Netflix da luta de boxe de Jake Paul e Mike Tyson. A Netflix disse a um representante da CNN que havia otimizado sua tecnologia para evitar que isso acontecesse. Em 4 de dezembro, a mãe de Beyoncé, Tina Knowles, declarou que "ela não tinha preocupações. Deus estará no controle e tudo correrá bem. Sem problemas. Vai ser ótimo", e acrescentou que "ela acabou de sair de 25 reuniões hoje. É reunião após reunião. É inacreditável o que acontece".
Para anunciar a apresentação, Beyoncé lançou uma prévia que a mostra pegando uma bola de futebol americano, em cima de um Cadillac Eldorado coberto de rosas, enquanto um trecho da faixa "Ameriican Requiem", do Cowboy Carter, é reproduzido. Um segundo teaser foi lançado em 11 de dezembro de 2024, no qual Beyoncé usa um gesto de arma para ativar as luzes ao redor de um cacto decorado como uma arvore de Natal. Um terceiro e última prévia foi lançado em 24 de dezembro, um dia antes da apresentação, no qual Beyoncé imita um banjo enquanto "Texas Hold 'Em" é tocada, antes que um falso travamento aconteça e ela dê uma risada.

## Desenvolvimento

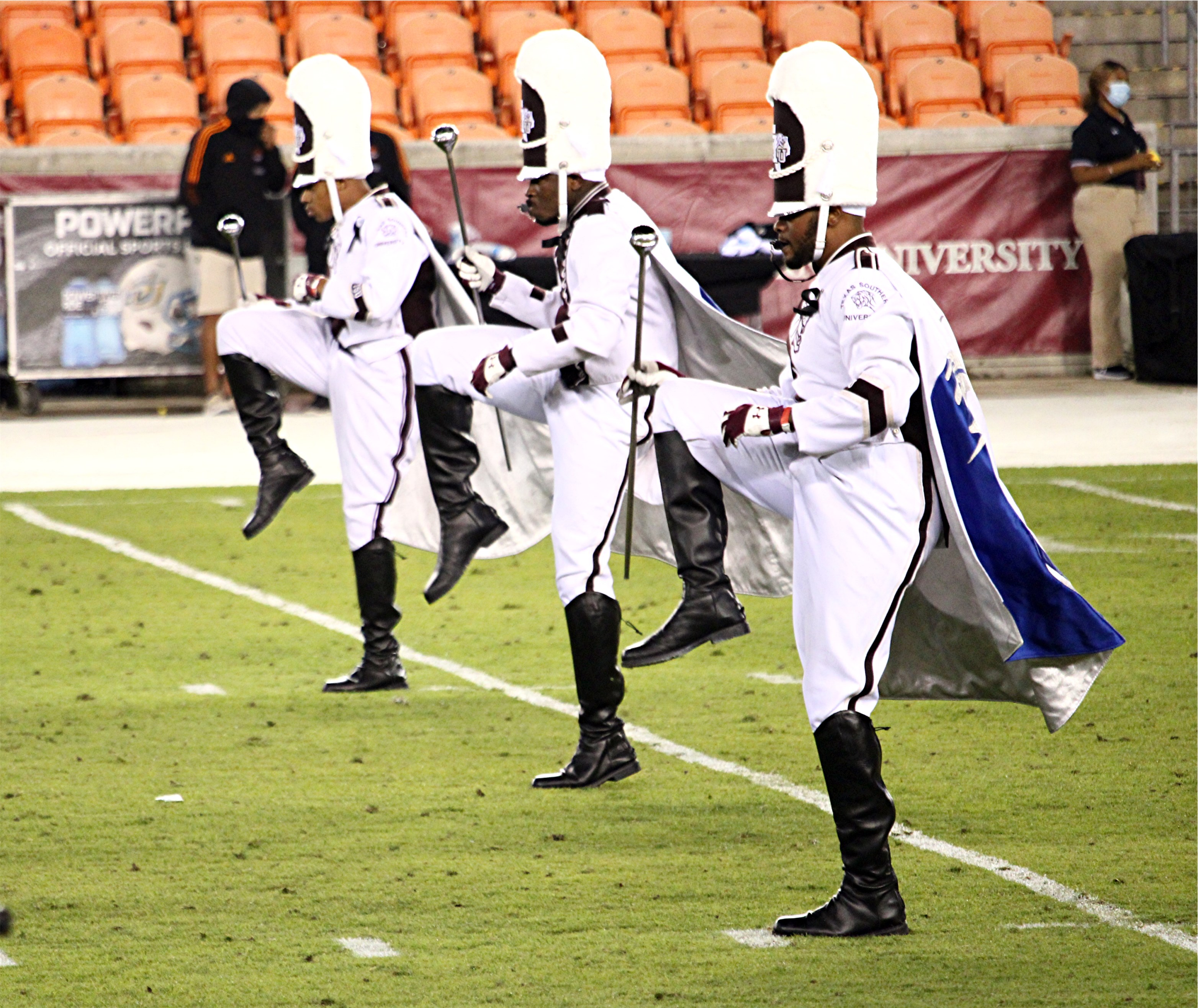
A apresentação contou com 200 membros da Ocean of Soul Banda de Marcha da Texas Southern University

### Conceito
O espetáculo foi concebido para homenagear a cultura do faroeste e dos rodeios, exibido como um desfile de Natal, com Beyoncé incluindo vários convidados especiais, como a cowgirl mexicana Melanie Rivera, a lenda da montaria em touros Myrtis Dightman, a Miss Rodeo Texas Princess 2004 e Miss Rodeo Texas 2015 Nikki Woodward, e a primeira Black Rodeo Queen do Arkansas, Ja'Dayia Kursh. Juntando-se a elas no campo do palco durante uma animada caravana, estavam o proprietário do Houston Texans, Cal McNair, e sua esposa Hannah.
Cerca de 200 membros da Ocean of Soul – Banda de Marcha da Texas Southern University, uma universidade pública historicamente negra (HBCU) de Houston – participaram como músicos ao vivo, e as Cheerleaders do Houston Texans também se apresentaram como majorettes. Charm La'Donna e Tyrik J. Patterson foram os principais coreógrafos da apresentação do intervalo, enquanto Parris Goebel foi a responsável pela apresentação de "Sweet ★ Honey ★ Buckiin'".

### Fashion
Mantendo o traje temático Cowboy Carter, o show apresentou alta costura da Moda western, estilizada por Shiona Turini, que também foi a principal colaboradora dos looks da Renaissance World Tour. Beyoncé usou um body branco Linday James Show Clothing e calças combinando com um casaco de penas de Roberto Cavalli, joias Lorraine Schwartz e botas Christian Louboutin. De acordo com o Business Insider, o visual lembrava "o padrão de um cantor mariachi".
Um chapéu de caubói personalizado foi desenhado pela ASN, uma marca de Los Angeles fundada pelas irmãs mexicanas-americanas Alejandra Georgevich e Ilsse Nevarez, do Texas. A peça foi feita com lã virgem sustentável limpa, lavada e tingida à mão. Já Blue Ivy Carter, filha de Beyoncé, estava vestida com botas Akira e um conjunto personalizado com detalhes brilhantes do designer ucraniano Ivan Frolov, enquanto outras peças de prêt-à-porter da Dolce & Gabbana, botas da marca italiana de calçados Paris Texas e chapéus de cowboy Stetson foram usados pelas artistas convidadas.

## Sinopse
No início do show do intervalo, Beyoncé apareceu nos corredores do NRG Stadium montada em um cavalo branco, abrindo sua apresentação com "16 Carriages". Em seguida, Tanner Adell, Brittney Spencer, Tiera Kennedy e Reyna Roberts se juntaram a ela para fazer um cover de “Blackbird”, dos Beatles. Beyoncé entrou no palco do campo por um corredor do estádio em forma de três estrelas, cercado por Cadillacs brancos, para cantar uma versão de "Ya Ya" em uma plataforma de palco que lembrava uma carruagem aberta, com dançarinos usando faixas escritas "Cowboy Carter".  Ela cantou "My House" ao lado dos dançarinos, incluindo Blue Ivy e uma banda afro-americana completa.
A formação do campo do palco se transformou em um "desfile de férias da banda marcial da HBCU", após um mashup coreografado de "Spaghettii" e "Riiverdance" enquanto Shaboozey se juntou a Beyoncé para cantar seu trecho de "Sweet ★ Honey ★ Buckiin’" antes de break dance de "Buckiin'". Post Malone juntou-se a ela em um caminhão coberto de jeans para um dueto de "Levii's Jeans". Beyoncé sentou-se no banco de trás de um Cadillac em movimento para cantar sua versão cover de ‘Jolene’.[31] “Texas Hold 'Em” foi apresentada como a música de encerramento, acompanhada por uma coreografia inspirada em honky-tonk com bandanas. Beyoncé foi erguida no ar em uma plataforma e terminou o show soltando uma enorme bandeira sob a plataforma onde se lia “bang”.

## Recepção
Os espectadores ao vivo nos Estados Unidos atingiram o pico de 27 milhões durante o show do intervalo de Beyoncé, tornando-se o jogo de Natal da NFL mais assistido desde 2001. Em 10 dias, quase 50 milhões de usuários da Netflix assistiram ao especial independente Beyoncé Bowl na Netflix, que não incluiu o jogo de futebol.

## Setlist
Essas foram as músicas performadas no espetáculo.
1. "16 Carriages"
2. "Blackbiird" (com Tanner Adell, Brittney Spencer, Tiera Kennedy, e Reyna Roberts)
3. "Ya Ya"
4. "My House"
5. "Sphagetii" / "Riiverdance"
6. "Sweet ★ Honey ★ Buckiin’" (com Shaboozey)
7. "Levii"s Jeans" (com Post Malone)
8. "Jolene" (contém elementos de "Tyrant" e "Lose My Breath")
9. "Texas Hold 'Em" (contém elementos de "Pony Up Remix" e "Break My Soul")